# Bệnh ấu trùng túi ở ong mật
Bệnh ấu trùng túi (sacbrood) còn được gọi là bệnh SBV, Sacbrood, Nhộng bọc hay Bệnh ấu trùng tuổi lớn; là một bệnh truyền nhiễm, do vi-rút Morato raetulae Holmes gây nên trên các đàn ong nuôi lấy mật. Khi mắc bệnh, đàn ong suy yếu dần do ít hoặc không có quân thay thế, làm giảm 20 - 80% sản lượng mật.

## Nguyên nhân
Bệnh do virut Morator aetatulas Holmes gây nên; lây truyền bệnh do thông qua việc ong chăm sóc ấu trùng, ong khác đàn vào đàn ăn cướp, ong vào nhầm tổ, qua nguồn hoa, hay qua hoạt động của người nuôi ong (đổi cầu, nhập đàn, để cầu quay mật gần trại ong, ong tới cướp vv..). Bệnh còn lây lan, bùng phát khi hoạt động nhập giống ong không được kiểm soát.
Theo tác giả Borchert, khi nghiên cứu về bệnh năm 1966, 1 ấu trùng bệnh có khả năng gây nhiễm cho 3.000 ấu trùng khoẻ. Kết quả nghiên cứu của tác giả Bailey năm 1981, chất lỏng trong 1 ấu trùng chết bởi bệnh ấu trùng túi có chứa 1 mg virut có thể lây nhiễm cho toàn bộ ấu trùng ong thợ của 1000 đàn ong khoẻ.

## Triệu chứng
Khi mắc bệnh, ong bớt đi làm, đàn bị nặng cụ thể nhận thấy ong gắp ấu trùng chết mang ra khỏi tổ. Nắp vít trên bề mặt nhộng trũng xuống, có một vài lỗ thủng nhỏ dạng châm kim. Ấu trùng chết ở giai đoạn mới vít nắp (tiền nhộng). Ở đầu nhọn của ấu trùng bệnh nhô lên giữa lỗ tổ, chóp đầu ấu  trùng nghiêng về phía bụng. Ở cuối bụng ấu trùng có túi nước nhỏ trong suốt. Ấu trùng chết không có mùi. 

## Phòng, trị bệnh
Biện pháp phòng bệnh tốt nhất là nuôi đàn ong mạnh đông quân, đủ thức ăn; vệ sinh phương tiện, dụng cụ vận chuyển, dụng cụ nuôi ong khi mua bán, xuất nhập, vận chuyển ong và sản phẩm cũng như khi kiểm tra, tiếp súc với đàn ong; khi nhập giống, lựa chọn những đàn khỏe mạnh, sạch bệnh, rõ nguồn gốc.
Thuốc kháng sinh không có tác dụng với bệnh, cần áp dụng biện pháp kỹ thuật sinh học như: thay chúa đàn bệnh bằng mũ chúa, chúa tơ tạo từ đàn không bệnh; hoặc nhốt chúa đàn bệnh 8 - 10 ngày; loại bớt cầu để ong phủ dày các cầu còn lại; cho ăn 5 - 6 đêm liền kết hợp chuyển đến nguồn hoa mới, tốt hơn và cần cách ly với các trại ong khác; sáp nhập các đàn yếu lại.